# Dean Spielmann
Dean Spielmann (ur. 26 października 1962 w Luksemburgu) – luksemburski prawnik, od 2004 sędzia Europejskiego Trybunału Praw Człowieka (ETPC), zaś od 1 listopada 2012 jego przewodniczący. 

## Życiorys
Uzyskał licencjat z prawa na Katolickim Uniwersytecie w Lowanium, a następnie magisterium w Fitzwilliam College na University of Cambridge. W 1989 uzyskał prawo wykonywania zawodu adwokata na terenie Luksemburga i podjął praktykę, którą prowadził przez 15 kolejnych lat. Równocześnie był wykładowcą akademickim w Lowanium, w Luksemburgu oraz w Nancy. W czerwcu 2004 został luksemburskim sędzią w ETPC. W 2011 stanął na czele jednej z sekcji Trybunału, a rok później został najpierw jego wiceprzewodniczącym, a wkrótce później przewodniczącym. 
Jest doctorem honoris causa Uniwersytetu Państwowego w Erywaniu.